# Fotheringay
I Fotheringay sono stati un gruppo folk rock britannico sorto dall'iniziativa della cantante Sandy Denny a seguito della sua rottura con i Fairport Convention, avvenuta a metà del 1969. La formazione si sciolse dopo la pubblicazione del solo album d'esordio per volontà dalla stessa fondatrice, intenzionata a dedicarsi alla carriera solista.

## Storia
Il nome del gruppo è un chiaro richiamo alla precedente esperienza della sua fondatrice: Fotheringay è il titolo di un brano scritto dalla stessa Sandy Denny per What We Did on Our Holidays, secondo disco dei Fairport Convention e primo a cui prese parte, riferito al castello inglese dove Maria Stuarda venne imprigionata nel 1586 e decapitata l'anno successivo.
La formazione che prese parte alla stesura ed alle registrazioni dell'unico album comprendeva membri provenienti da altri gruppi: Gerry Conway e Trevor Lucas, compagno di Sandy Denny, avevano militato nel gruppo folk rock Eclection mentre Jerry Donahue e Pat Donaldson provenivano dai Poet And The One Man Band.
Il gruppo ebbe comunque vita molto breve. Dopo la pubblicazione dell'album di esordio ed alcune date dal vivo la cantante e fondatrice Sandy Denny decise di non proseguire ulteriormente con il progetto e sciolse la formazione durante le sessions di registrazione del secondo album per dedicarsi alla carriera solista: l'ultima esibizione del gruppo si tenne il 31 gennaio 1971, alla Queen's Hall di Londra.
I membri uscenti dei Fotheringay si impegnarono in diversi progetti. Oltre a proseguire la collaborazione nella carriera solista di Sandy Denny in veste di turnisti, a diverse riprese entrarono a far parte dei Fairport Convention, gruppo in quel periodo in preda a diversi travagli per gli abbandoni dei suoi membri più rappresentativi. Gerry Conway e Pat Donaldson collaborarono nei progetti solisti di Richard Thompson, anch'essi in veste di turnisti.
Le idee e gli spunti che si trovavano in corso di lavorazione quando il gruppo venne sciolto presero strade diverse; solamente in piccola parte confluirono nel primo album da solista di Sandy Denny del 1971, The North Star Grassman And The Ravens, e nel disco dei riformati Fairport Convention (Lucas, Conway e Donahue erano nella nuova formazione), Rosie, del 1972, mentre il più rimase negli archivi.
Il materiale fino ad allora inciso, invece, rimase completamente inedito: in virtù di questo, nel 2007, la Universal (gruppo cui fa capo la discografica Island Records) ha incaricato il chitarrista Jerry Donahue di ricercare i nastri originali di lavorazione del secondo album dei Fotheringay, in prospettiva di una pubblicazione dello stesso entro la fine del 2008.
Dopo una fase di ricerca dei master tapes e lavorazione piuttosto articolata, nonostante il rammarico di Donahue di aver dovuto lasciare fuori alcuni brani a causa del poco tempo concesso dalla Universal per il recupero dei nastri, il disco è stato dato alle stampe il 30 settembre 2008, a quasi quarant'anni dalla sua registrazione.
Nel 2011 è stata pubblicata una performance dei Fotheringay registrata dal vivo alla Gruga-Halle di Essen, Germania il 23 ottobre 1970.

## Discografia
- Fotheringay (Island Records/A&M, 1970)
- Fotheringay 2 (Fledg'ling Records, 2008)
- Fotheringay Essen 1970 (Thor's Hammer Records, 2011)

## Formazione
- Sandy Denny - canto, chitarra, pianoforte
- Trevor Lucas - canto, chitarra
- Jerry Donahue - chitarra solista
- Gerry Conway - batteria
- Pat Donaldson - basso